# Wyspy Barat Daya
Wyspy Barat Daya (indonez. Kepulauan Barat Daya) – archipelag w Indonezji na morzu Banda, na północ od wyspy Timor; wchodzi w skład prowincji Moluki; powierzchnia ok. 5000 km².
Największe wyspy: Wetar, Damar, Romang. Powierzchnia górzysta; pierwotnie porośnięte wiecznie zielonym lasem równikowym, obecnie w większości roślinnością wtórną (trawiastą i roślinami uprawnymi). Główne miasto: Ilwaki (na wyspie Wetar).